# Ro05-4082
Ro05-4082（也称为ID-690、N-甲基氯硝西泮，N-methylclonazepam）是一种含氮有机氯化合物，分子式C
16H
12ClN
3O
3，为苯二氮䓬类化合物，1970年代由罗氏制药的科研团队开发，能作为鎮靜劑和安眠药。